# GM New Look
GM New Look – seria autobusów miejskich i podmiejskich produkowanych przez General Motors (GM) w latach 1959–1986, przeznaczonych dla odbiorców w Stanach Zjednoczonych i Kanadzie. Zbudowany w liczbie ponad 44 tys. egzemplarzy, autobus przez ponad dwie dekady zajmował dominującą pozycję na rynku amerykańskim. Wiele sztuk pozostawało w służbie liniowej do lat 90. XX wieku, a pojedyncze egzemplarze jeszcze w drugiej dekadzie XXI wieku.

## Historia

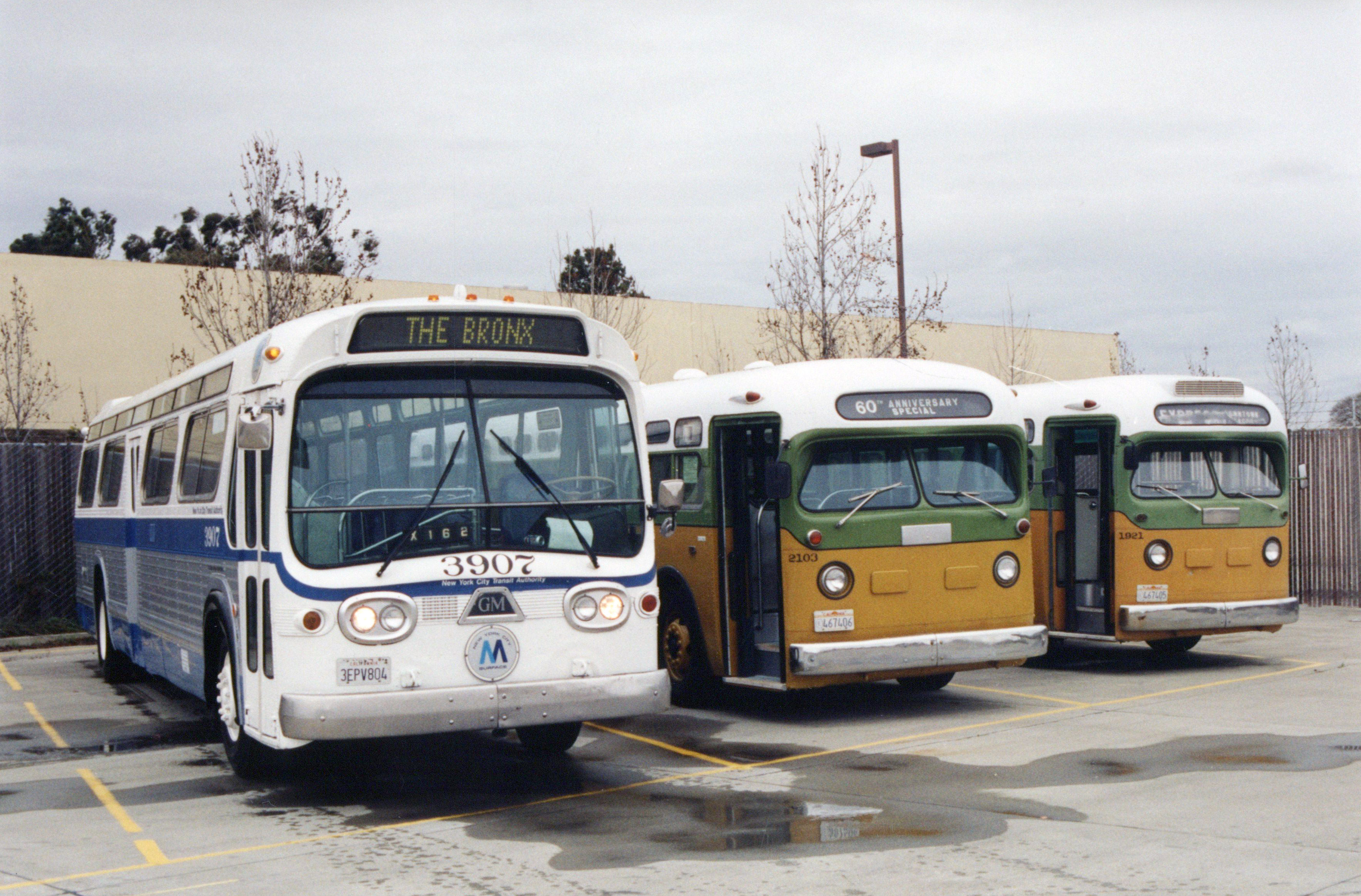
GM New Look obok jego poprzedników – autobusów GM Old Look

Autobus został opracowany przez dział produkcji samochodów ciężarowych i autobusów koncernu General Motors – GMC Truck and Coach Division. Wygląd pojazdu został opatentowany w 1958 roku, rok później rozpoczęła się jego produkcja w zakładzie w Pontiac, w stanie Michigan. Pierwsze egzemplarze dostarczone zostały do Waszyngtonu 24 września 1959 roku, a w kolejnych dniach – także do Cleveland i Nowego Jorku. W 1961 roku uruchomiono produkcję w Kanadzie, w fabryce w London, w prowincji Ontario, należącej do innego oddziału GM – Diesel Division. W późniejszym czasie autobusy produkowane były także w zakładzie w Saint-Eustache, w prowincji Quebec.
General Motors zajmowało dominującą pozycję na amerykańskim rynku autobusów od lat 30. XX wieku. Model New Look był następcą produkowanej od lat 40. popularnej serii autobusów, która współcześnie określana jest retronimem „Old Look”. Nowy model cechował się wyraźnie odmienną stylistyką nadwozia. Wyróżniał się dużą, wypukłą szybą przednią, która zapewniała kierowcy znacznie lepszą widoczność niż we wcześniejszych autobusach. Za jej sprawą model ten zyskał przydomek fishbowl („akwarium kulowe”). Również przestrzeń pasażerska była lepiej doświetlona, za sprawą dużych, prostopadłościennych szyb. W modelu zastosowano także rozwiązania wprowadzone przez GM kilka lat wcześniej w autobusach dalekobieżnych – aluminiową konstrukcję półskorupową, pozwalającą na znaczną redukcję masy pojazdu, a także zawieszenie pneumatyczne, poprawiające komfort jazdy. Za sprawą popularności modelu, konkurenci GM – Flxible, Western Flyer oraz AM General – wkrótce wprowadzili do oferty modele mocno zbliżone pod względem stylistyki nadwozia oraz parametrów technicznych – Flxible New Look, Flyer 700 oraz AM General Metropolitan.
Na przestrzeni lat powstały cztery generacje autobusu różniące się detalami stylistycznymi i wyposażeniem. Łącznie wyprodukowanych zostało co najmniej 44 484 egzemplarzy – 41 213 w wariantach miejskich, a 3271 – podmiejskich. 33 413 spośród nich na terenie Stanów Zjednoczonych, a 11 071 w Kanadzie.
Produkcja w Stanach Zjednoczonych dobiegła końca w 1977 roku, wraz z wprowadzeniem do sprzedaży modelu Rapid Transit Series (RTS). W Kanadzie, gdzie model RTS spotkał się z nikłym zainteresowaniem przedsiębiorstw transportowych, produkcję kontynuowano do 1986 roku, od 1983 roku równolegle z jego następcą – modelem Classic, konstrukcyjnie bazującym na modelu New Look, różniącym się przede wszystkim unowocześnionym wyglądem.
Przedsiębiorstwo Brown Boveri Co. wyprodukowało na bazie tego autobusu 100 trolejbusów na potrzeby Edmonton; zostały dostarczone w latach 1981–1982. W 1982 roku GM wyprodukowało na zlecenie władz prowincji Ontario niewielką serię (53 sztuki) 18-metrowych autobusów przegubowych, które testowano na ulicach kilku kanadyjskich miast.
W 1995 roku GM New Look stanowił znaczną część flot autobusowych w Montrealu (1083 spośród 1670 autobusów miejskich), Toronto (675 z 1704), Calgary (329 z 590), Vancouverze (247 z 694), Waszyngtonie (179 z 1600), Milwaukee (87 z 570), San Francisco (80 z 797) oraz San Diego (65 z 281). Mniejsza liczba odnotowana została także w Nowym Jorku, Orlando, Portland, Sacramento i Salt Lake City.
Do 2018 roku dziewięć autobusów GM New Look pozostawało w służbie liniowej w Altoonie, w stanie Pensylwania. W tym samym roku jeden egzemplarz nadal pozostawał w użyciu w Outaouais, w Quebecu. Do dziś zachowanych zostało wiele egzemplarzy zabytkowych. Autobusy te cieszą się popularnością wśród entuzjastów, budujących na ich bazie kampery.

## Opis

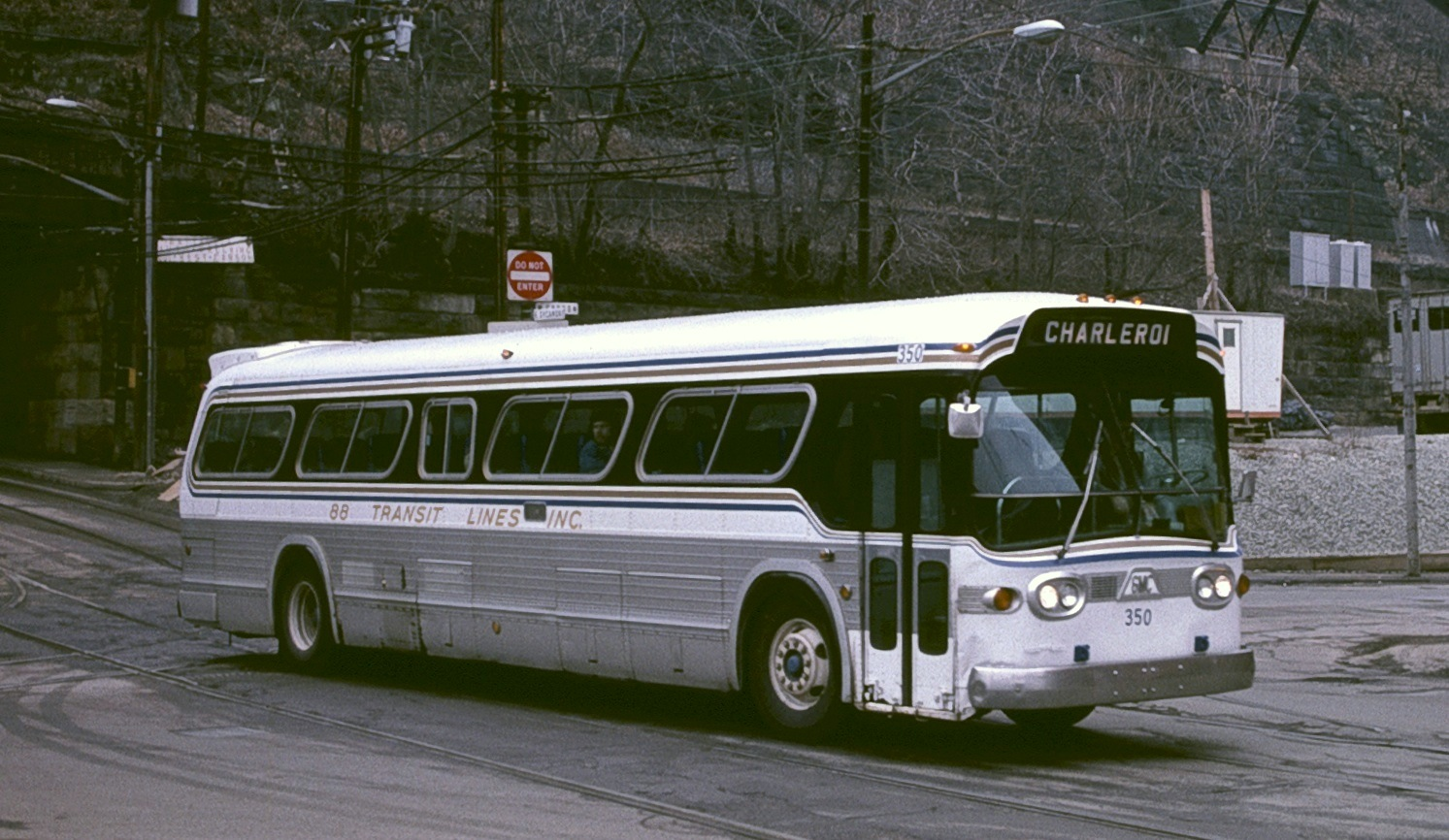
Autobus w wariancie podmiejskim, 12,2-metrowym

Autobusy produkowane były w wersjach miejskich (Transit) i podmiejskich (Suburban). Wariant miejski miał dwoje drzwi – z przodu i w środkowej części pojazdu. W wariancie podmiejskim autobus wyposażony był zwykle tylko w drzwi przednie, do tego półki bagażowe, siedzenia o wyższych oparciach, opcjonalnie – luki bagażowe. Pojazdy oferowane były zarówno z ręczną skrzynią biegów (4-biegowa, bez synchronizatora), głównie w wariancie podmiejskim, jak i automatyczną, która instalowana była w większości egzemplarzy miejskich. Przełożenia skrzyni biegów w wariancie miejskim dopasowane były do ruchu miejskiego, zapewniając lepsze przyspieszenie kosztem prędkości maksymalnej (80–90 km/h; w wariancie podmiejskim do 105 km/h). W większości przypadków napęd pojazdu stanowił 6- lub 8-cylindrowy silnik wysokoprężny. Wyjątkiem było 13 egzemplarzy wyposażonych w silnik benzynowy.
W ofercie znajdowały się wersje autobusu o trzech różnych długościach nadwozia – 30-stopowa (ok. 9,1 m, 33 miejsca siedzące), 35-stopowa (ok. 10,7 m, 45 miejsc) i 40-stopowa (ok. 12,2 m, 53 miejsca), i dwóch szerokościach – 96 i 102 cali (odpowiednio 2,4 i 2,6 m).
Pojazd opcjonalnie wyposażony był w klimatyzację. Autobusy cechowały się dużą niezawodnością i prostotą obsługi. Przez kierowców były lubiane ze względu na znacznie poprawioną widoczność względem wcześniejszych konstrukcji, jak i łatwość kierowania, osiągniętą dzięki mniejszej masie pojazdu.

## Nazewnictwo
Poszczególne modele wchodzące w skład serii New Look oznaczane były kodem (np. TDH-5303), według następującego wzoru:
| Wariant                    | Silnik | Skrzynia biegów             |   | Liczba miejsc siedzących / długość                                                                              | Model           | Klimatyzacja                                                     |
| -------------------------- | --- | --------------------------- | - | --- | --------------- | ---------------------------------------------------------------- |
| T = miejski S = podmiejski | Wczesne modele: D = wysokoprężny G = benzynowy Późniejsze modele: 6 = wysokoprężny 6-cylindrowy 8 = wysokoprężny 8-cylindrowy | H = automatyczna M = ręczna | - | 33 = 33 miejsca, 30 stóp (ok. 9,1 m) 45 = 45 miejsc, 35 stóp (ok. 10,7 m) 53 = 53 miejsca, 40 stóp (ok. 12,2 m) | ciąg dwucyfrowy | Tylko późniejsze modele: A = z klimatyzacją N = bez klimatyzacji |

## W kulturze
GM New Look pojawił się w wielu amerykańskich filmach i serialach telewizyjnych, co odzwierciedla ich wszechobecność na ulicach amerykańskich miast w latach 60., 70. i 80. XX wieku. Szczególnie istotną rolę autobus odegrał w filmie Speed: Niebezpieczna prędkość z 1994 roku.

## Galeria

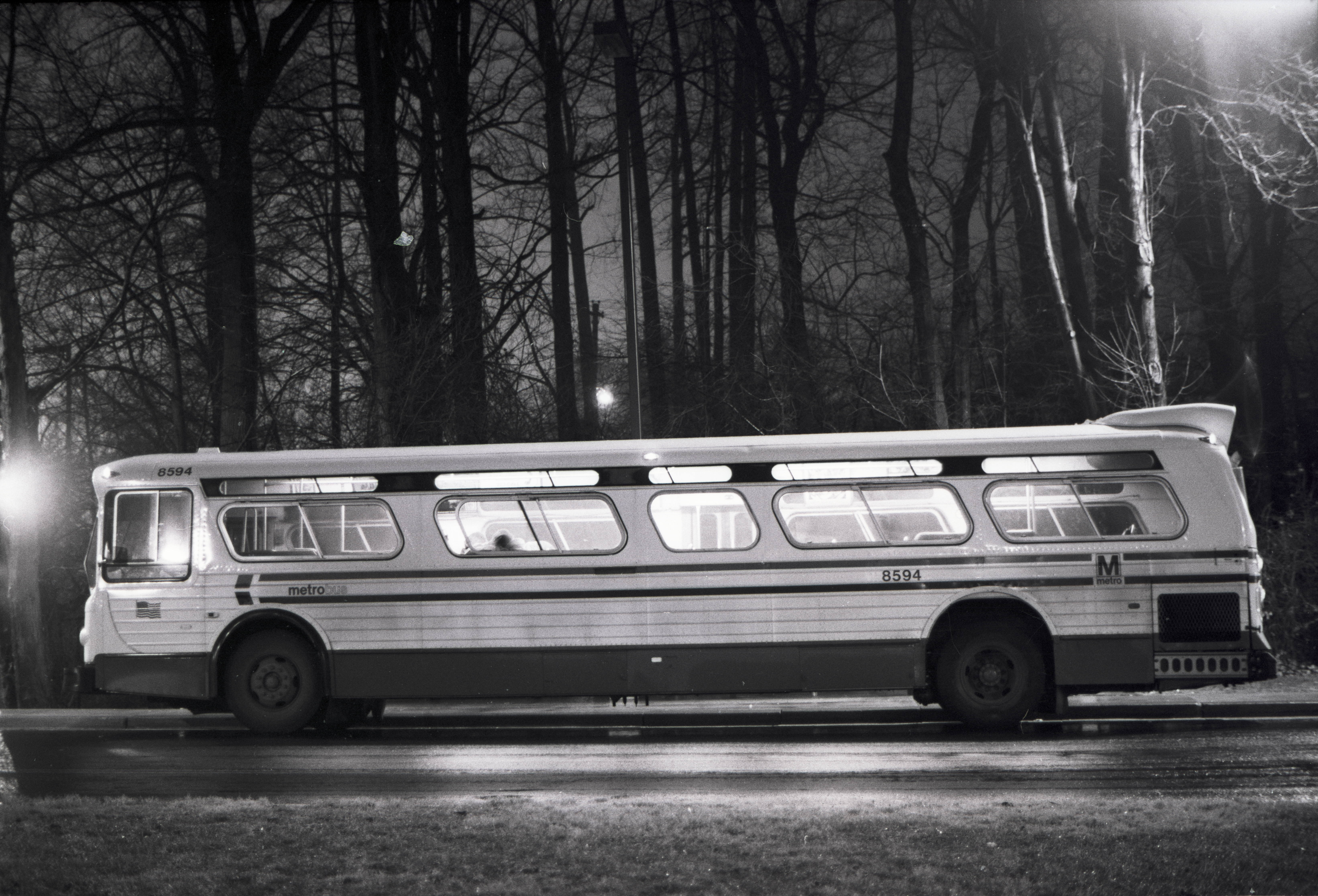
Widok z profilu
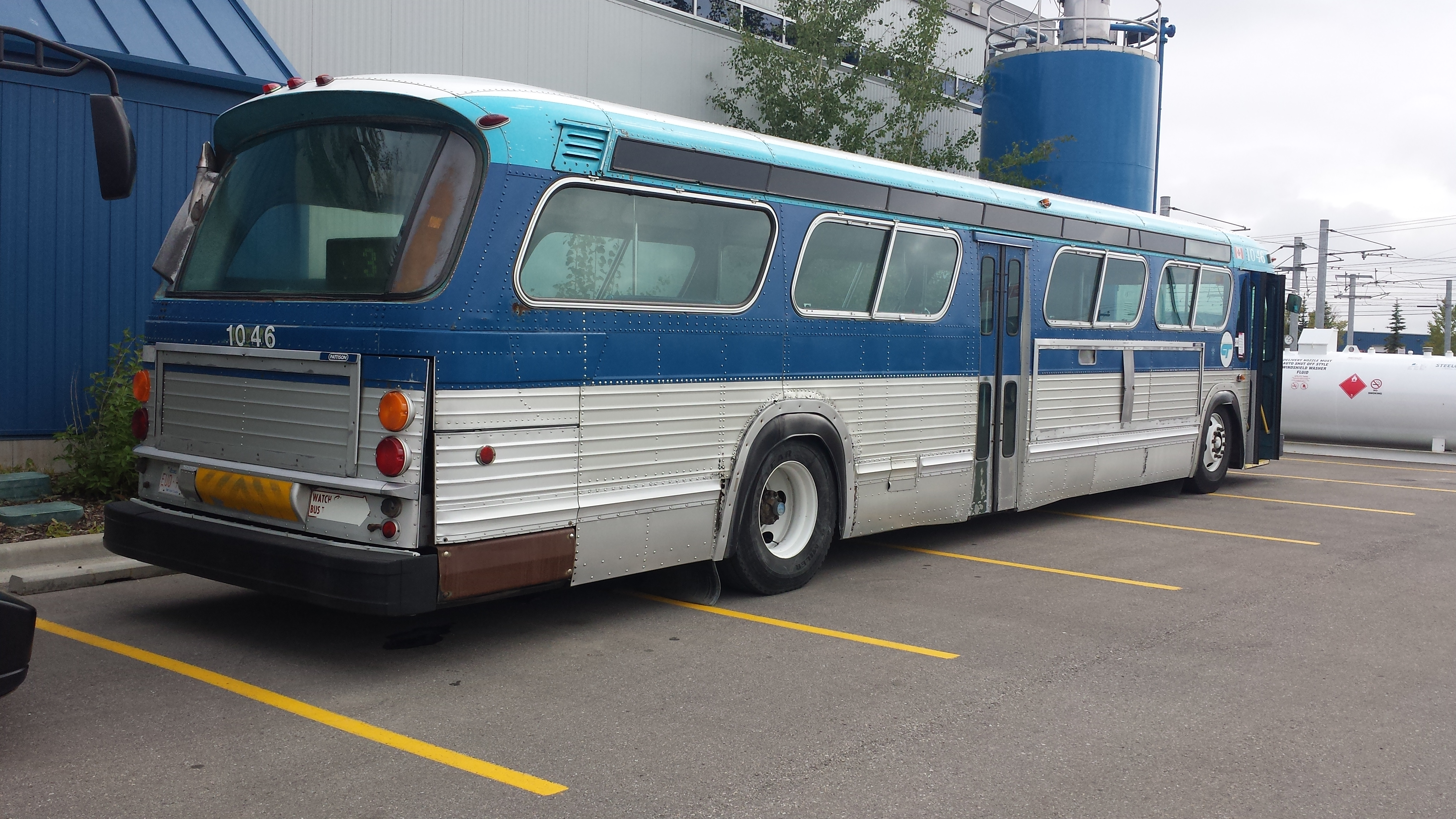
Widok z tyłu
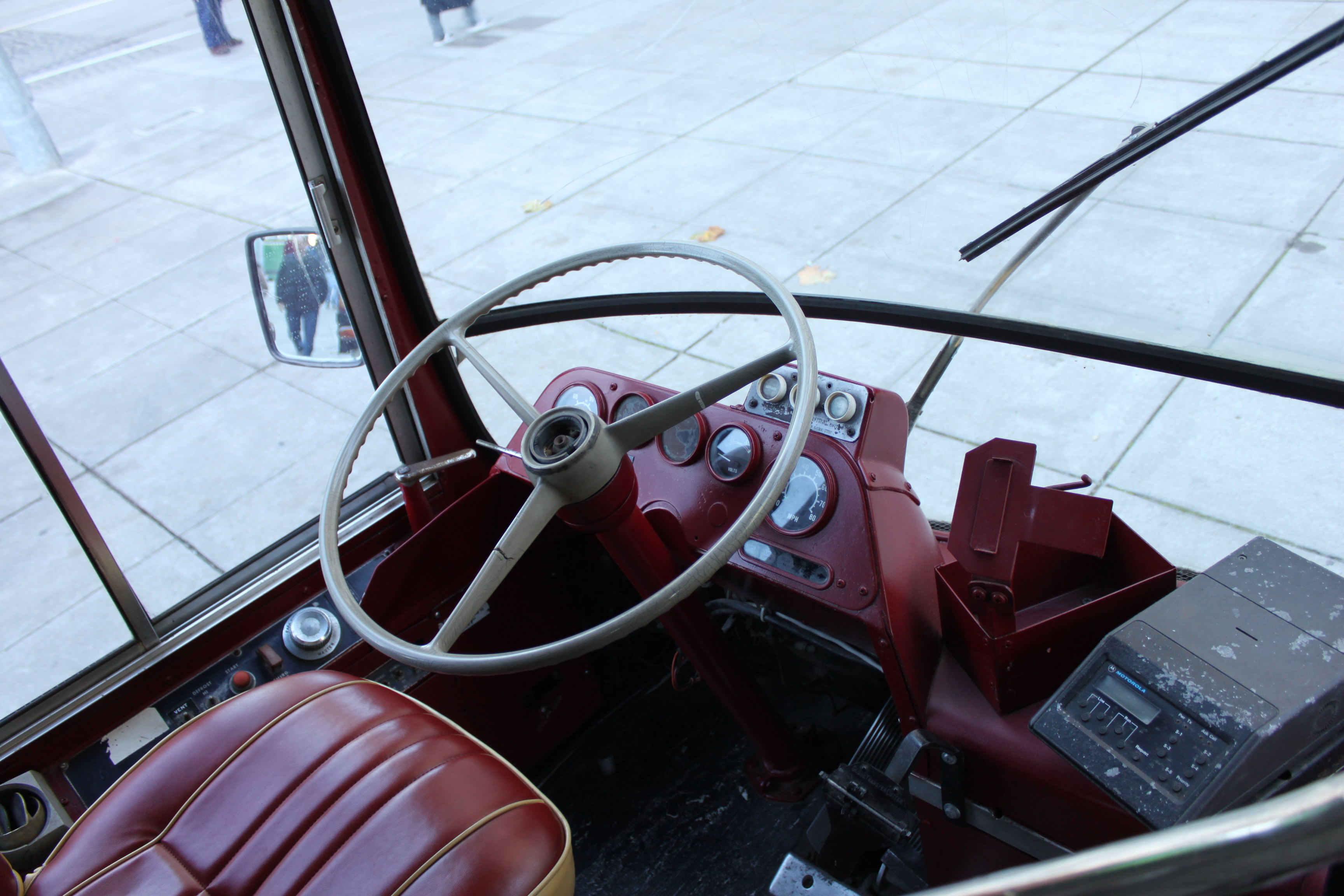
Stanowisko kierowcy
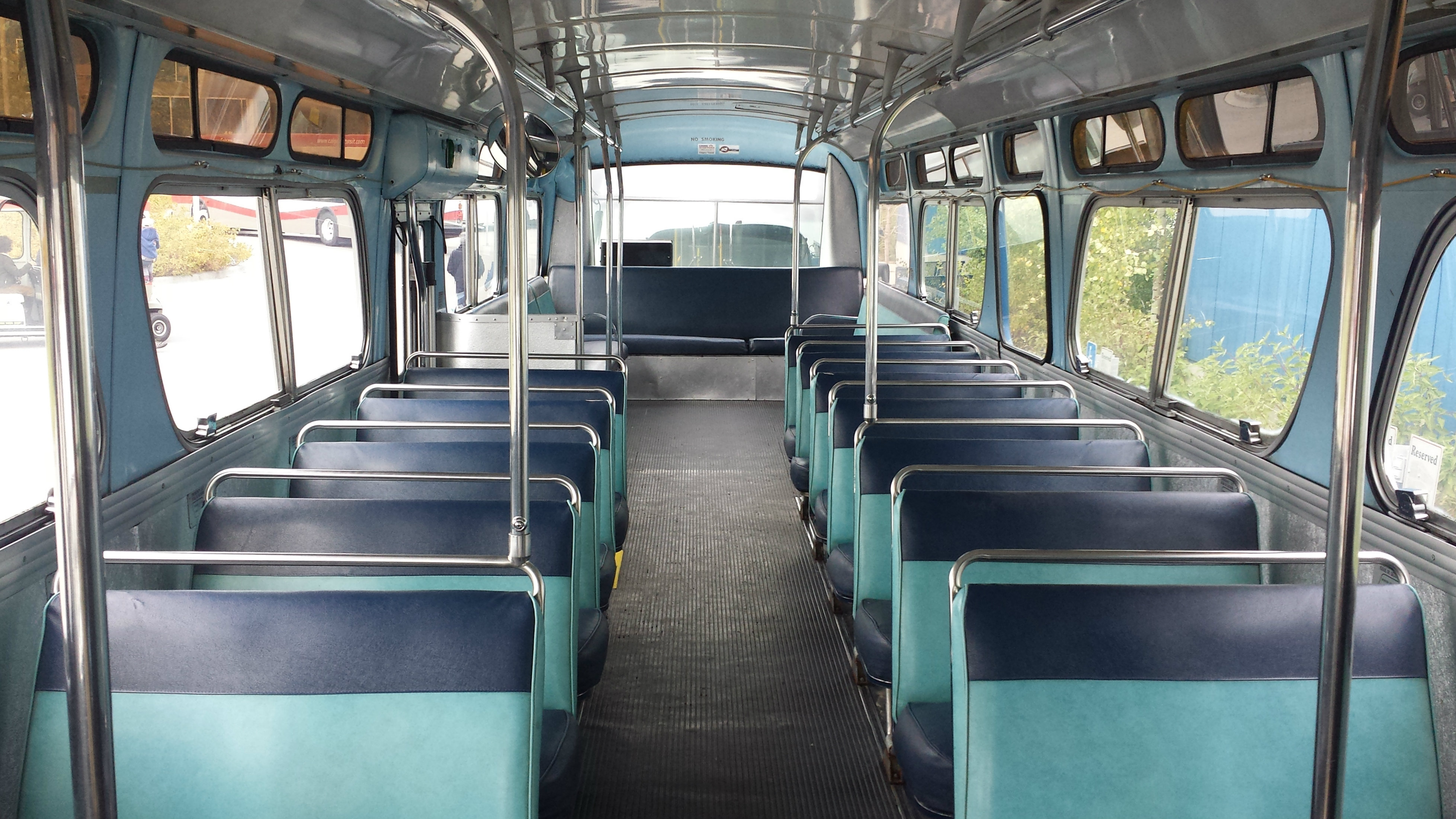
Wnętrze
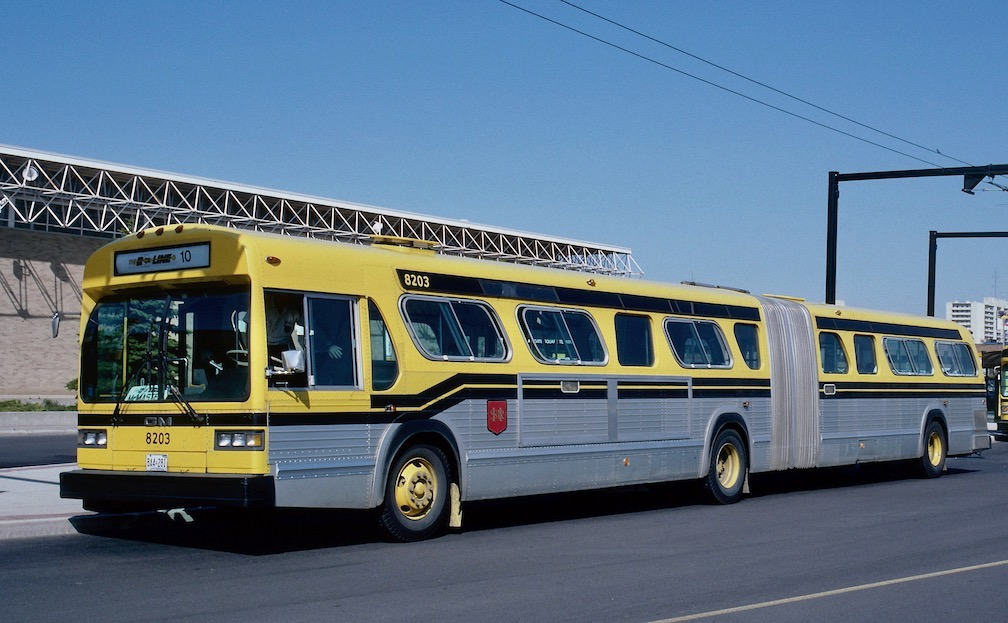
Małoseryjny wariant przegubowy z 1982 roku
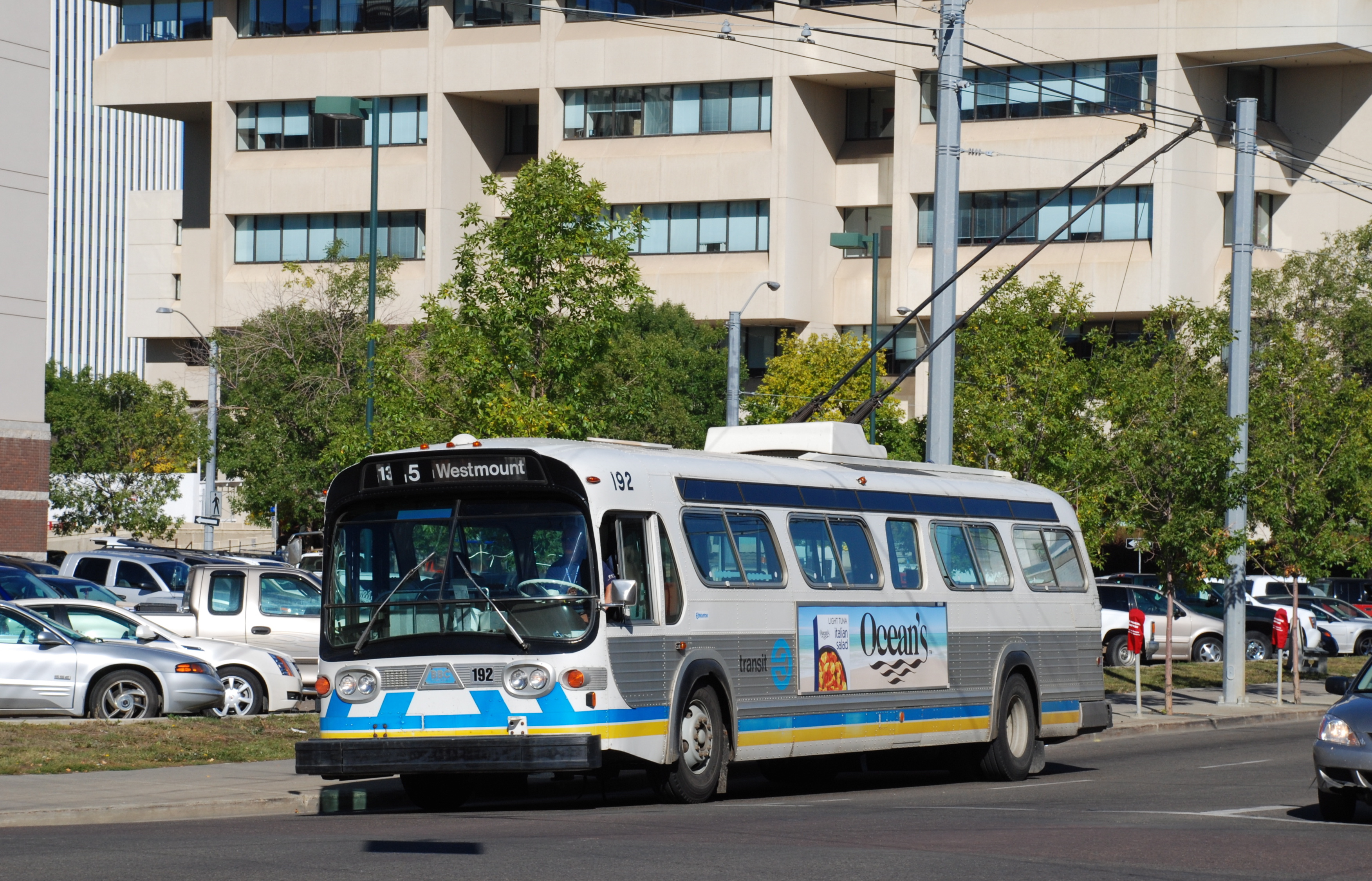
Trolejbus w Edmonton(inne języki) wyprodukowany na bazie autobusu New Look